# Дейна (Північна Кароліна)
Дейна (англ. Dana) — переписна місцевість (CDP) в США, в окрузі Гендерсон штату Північна Кароліна. Населення — 3683 особи (2020).

## Географія
Дейна розташована за координатами 35°19′14″ пн. ш. 82°21′39″ зх. д. / 35.32056° пн. ш. 82.36083° зх. д. (35.320598, -82.360845).  За даними Бюро перепису населення США в 2010 році переписна місцевість мала площу 23,13 км², з яких 23,07 км² — суходіл та 0,06 км² — водойми.

## Демографія
Згідно з переписом 2010 року, у переписній місцевості мешкало 3329 осіб у 1267 домогосподарствах у складі 906 родин. Густота населення становила 144 особи/км².  Було 1454 помешкання (63/км²).
Расовий склад населення:
| - 85,5 % — білих - 1,1 % — чорних або афроамериканців - 0,7 % — азіатів - 0,4 % — корінних американців - 0,1 % — вихідців з тихоокеанських островів - 9,6 % — осіб інших рас |

До двох чи більше рас належало 2,6 %. Частка іспаномовних становила 19,8 % від усіх жителів.
За віковим діапазоном населення розподілялося таким чином: 26,6 % — особи молодші 18 років, 60,4 % — особи у віці 18—64 років, 13,0 % — особи у віці 65 років та старші. Медіана віку мешканця становила 36,6 року. На 100 осіб жіночої статі у переписній місцевості припадало 100,8 чоловіків;  на 100 жінок у віці від 18 років та старших — 98,8 чоловіків також старших 18 років.
Середній дохід на одне домашнє господарство  становив 48 340 доларів США (медіана — 43 446), а середній дохід на одну сім'ю — 52 926 доларів (медіана — 47 879). Медіана доходів становила 40 694 долари для чоловіків та 24 966 доларів для жінок. За межею бідності перебувало 12,6 % осіб, у тому числі 14,3 % дітей у віці до 18 років та 14,5 % осіб у віці 65 років та старших.
Цивільне працевлаштоване населення становило 1284 особи. Основні галузі зайнятості: освіта, охорона здоров'я та соціальна допомога — 21,0 %, роздрібна торгівля — 17,1 %, будівництво — 13,4 %.